# Elassodiscus tremebundus
Elassodiscus tremebundus és una espècie de peix pertanyent a la família dels lipàrids.

## Descripció
- Fa 34,3 cm de llargària màxima.
- Nombre de vèrtebres: 65-74.[6]

## Depredadors
A les illes Kurils és depredat per Anoplopoma fimbria i a Rússia per Bathyraja aleutica, Bathyraja matsubarai i Bathyraja parmifera.

## Hàbitat
És un peix marí i batidemersal que viu entre 130 i 1.800 m de fondària.

## Distribució geogràfica
Es troba al mar de Bering, el mar d'Okhotsk, la costa pacífica de les illes Aleutianes, la costa oriental de Kamtxatka, les illes Kurils i Hokkaido (el Japó).

## Observacions
És inofensiu per als humans.